# Tofshöna
Tofshöna (Rollulus rouloul) är en fågel i familjen fasanfåglar inom ordningen hönsfåglar. Fågeln förekommer i Sydostasien. Arten minskar i antal och anses vara utrotningshotad, kategoriserad av IUCN som sårbar (VU).

## Utseende och läte
Tofshönan är en 26 cm lång hönsfågel som gör skäl för sitt namn med hanens omisskännliga och spektakulära rödaktiga tofs. Fjäderdräkten i övrigt är helmörk med röd näbb, röda ben och rött kring ögat. Honan har en mycket annorlunda fjäderdräkt, mestadels grön med grått huvud. Sången består av en serie fem till tio utdragna och något tvåstaviga visslingar, stadigt upprepat, framför allt i gryningen.

## Utbredning och systematik
Fågeln i södra Burma (södra Tenasserim), Malackahalvön samt på öarna Sumatra, Borneo, Bangka och Belitung. Den placeras som enda art i släktet Rollulus och behandlas som monotypisk, det vill säga att den inte delas in i några underarter.

## Levnadssätt
Tofshönan förekommer i fuktiga skogar. Där födosöker den tystlåtet på marken. Trots det uppseendeväckande utseendet kan den vara svår att få syn på.

## Status
Tofshönan är rätt vida spridd och är på många platser inte ovanlig. Skogsavverkning har dock varit mycket omfattande i dess utbredningsområde, vilket tros ha påverkat beståndet kraftigt, så pass att den numera är upptagen på internationella naturvårdsunionen IUCN:s röda lista för utrotningshotade arter, där listad i kategorin sårbar.

## Namn
Fågelns vetenskapliga artnamn kommer från det franska namnet “Rouloul de Malacca” som Sonnerat gav fågeln 1782, som i sin tur sägs vara baserat på namnet på fågeln på malaj, "Roulroul".